# Australopithecus bahrelghazali
Australopithecus bahrelghazali là loài Vượn người phương nam thuộc phân tông Hominina đã tuyệt chủng. Hóa thạch 3,5 triệu năm (thuộc thế Pliocen) của loài này được phát hiện tại Koro Toro, Bahr el Gazel, Tchad vào năm 1995. Đây là loài thuộc phân tông Australopithecina đầu tiên và duy nhất hiện được tìm thấy tại Trung Phi, chứng tỏ rằng nhóm này phân bố rộng rãi trên khắp châu Phi thay vì chỉ giới hạn ở Đông và Nam Phi như người ta vẫn nghĩ trước đây. Tuy vậy A. bahrelghazali chưa được cộng đồng khoa học chấp nhận rộng rãi và các mẫu vật của chúng thường được quy kết cho A. afarensis, một loài vượn nhân cũng thuộc phân tông Australopithecina ở Đông Phi thế Pliocen đã được nghiên cứu kĩ càng hơn. Sở dĩ có sự bất đồng này là bởi lẽ A. bahrelghazali và A. afarensis đều khá giống nhau về mặt giải phẫu học, và thực tế là ta mới chỉ tìm thấy 3 mảnh xương hàm và một chiếc răng tiền hàm của A. bahrelghazali. Các mẫu vật thuộc loài này sinh sống trong môi trường đồng cỏ ven hồ với tán cây thưa thớt, có lẽ tương tự như đồng bằng châu thổ Okavango ngày nay. Chúng chủ yếu ăn thực vật C4 (chẳng hạn như cỏ, cói, các bộ phận tích trữ của thực vật, hoặc/và thân rễ), đôi khi ăn thực vật C3 (chẳng hạn như hoa quả), và côn trùng. Tuy nhiên, răng của chúng dường như không quá phù hợp cho chức năng nhai nghiền thực vật C4, nên hiên tại ta chưa rõ chế độ ăn uống chính xác của loài này.

## Lịch sử nghiên cứu
Năm 1995, hai mẫu vật của loài được khai quật ở Koro Toro, Bahr el Gazel, Chad:
- KT12/H1 hay "Abel" (một cái hàm dưới còn bảo tồn răng tiền hàm, răng nanh và răng cửa thứ hai bên phải)
- KT12/H2 (một răng tiền hàm trên thứ nhất riêng lẻ).

Phái bộ cổ nhân học Pháp-Tchad là những người phát hiện số mẫu vật này. Họ bao gồm nhà cổ sinh vật học Pháp Michel Brunet, nhà địa lý học Pháp Alain Beauvilain, nhà nhân chủng học Pháp Yves Coppens, nhà cổ sinh vật học Pháp Emile Heintz, kỹ sư địa hóa học Chad Aladji Hamit Elimi Ali Moutaye và nhà cổ nhân loại học Anh David Pilbeam. Dựa trên đống di cốt của động vật hoang dã tại đó, niên đại của các di cốt Australopithecina được ước tính trong khoảng giữa đến cuối thế Pliocen, cách đây 3,5–3 triệu năm. Các nhà mô tả quy kết sơ bộ các mẫu vật này cho loài Australopithecus afarensis (phân bố ở Ethiopia trong thời kỳ đó) trừ phi có sự so sánh giải phẫu chi tiết hơn. Năm 1996, họ xếp số mẫu vật này vào một loài mới, gọi là A. bahrelghazali, theo địa danh nơi chúng được tìm thấy; Bahr el Gazel trong tiếng Ả Rập cổ điển có nghĩa là "Sông của linh dương Gazelle". Họ chỉ định KT12/H1 là mẫu định danh (holotype) và KT12/H2 là mẫu phụ (paratype). Năm 1997, một xương hàm dưới khác được phát hiện tại khu K13, và một mẫu thứ ba cũng được phát hiện tại khu KT40.
Năm 2008, một mẫu pelit (một loại đá trầm tích), khai quật từ cùng một lớp trầm tích chứa KT12/H1 (Abel), đã được định tuổi bằng đồng vị phóng xạ (sử dụng tỉ lệ 10Be/9Be) và cho ra kết quả tầm 3,58 triệu năm trước đây. Tuy nhiên, ngay sau đó thì Beauvilain hồi âm rằng mẫu vật Abel không được tìm thấy tại chỗ (in situ) mà ở rìa rãnh nước nông, và không thể xác định lớp địa tầng mà mẫu vật (hoặc bất kỳ hóa thạch nào khác ở Koro Toro) bị chôn vùi, để có thể biết chính xác niên đại bằng phương pháp phóng xạ. Dẫu vậy, mẫu Abel được tái thẩm định vào năm 2010 bằng các phương pháp tương tự và cho ra kết quả khoảng 3,65 triệu năm trước. Brunet cũng đồng ý cho rằng tuổi của mẫu vật là khoảng 3,5 triệu năm trước.
A. bahrelghazali là loài thuộc phân tông Australopithecina đầu tiên được khai quật tại Trung Phi, và điều này đã góp phần bác bỏ quan điểm trước đó cho rằng loài này chỉ phân bố giới hạn ở phía đông nhánh phía đông của Đới tách giãn Đông Phi hình thành trong thế Miocen Muộn. Khu vực Koro Toro cách Đới tách giãn Đông Phi khoảng 2.500 km (1.600 mi), và các di cốt cho thấy các loài Australopithecina có địa bàn sinh sống tại các đồng cỏ và rừng thưa trên khắp lục địa. Sự thiếu vắng di cốt các loài Australopithecina khác ở Trung và Tây Phi có thể là do thiên kiến chọn mẫu (sampling bias), vì các trầm tích chứa hóa thạch có tuổi tương tự hầu như vẫn chưa được tìm thấy bên ngoài Đông Phi. Tổ tiên của A. bahrelghazali có lẽ đã rời Đông Phi thông qua Vùng cắt Trung Phi (Central African Shear Zone). Năm 2014, loài Australopithecina đầu tiên tọa lạc tại nhánh phía tây của Đới tách giãn Đông Phi đã được tìm thấy ở Ishango, Cộng hòa Dân chủ Congo.
Hiện tại, việc phân loại các loài Australopithecus và Paranthropus còn nhiều rắc rối. Australopithecus được coi là đơn vị phân loài dựa trên sự thống nhất về đặc tính sinh lý (grade taxon), chứ không dựa trên mức độ gần gũi trên cây phát sinh chủng loại của họ Người. Để giải quyết vấn đề này, năm 2003, tác giả người Tây Ban Nha Camilo José Cela Conde và nhà sinh học tiến hóa Francisco J. Ayala đã đề xuất tách chi "Praeanthropus", xếp A. bahrelghazali cùng với Sahelanthropus (loài vượn nhân hóa thạch duy nhất hiện được biết tại Tchad), A. anamensis, A. afarensis, và A. garhi.

Tính chính đáng của A. bahrelghazali chưa được chấp nhận rộng rãi bởi lẽ số lượng mẫu vật còn quá ít và nhiều đặc điểm của chúng rất giống A. afarensis.
|  |

## Giải phẫu học
Răng của KT12/H1 có nét giống với xương hàm của A. afarensis. Răng cửa rộng và trông giống như răng nanh. Răng tiền hàm có hai mấu nhọn. Không giống như A. afarensis, phần ổ răng của xương hàm gần như thẳng đứng thay vì nằm chéo. Lồi xương hàm trên nằm ngang kém phát triển, còn lồi xương hàm dưới phát triển vừa phải (hai gờ ở đường giữa hàm, trên mặt lưỡi), và lớp men răng mỏng trên mặt nhai (chewing surface) của răng tiền hàm. Brunet và đồng nghiệp liệt kê sự hiện diện của 3 chân răng khác nhau như một đặc điểm độc đáo, nhưng chiếc răng tiền hàm thứ ba của mẫu A. afarensis LH-24 từ Trung Awash, Ethiopia, được mô tả vào năm 2000 cũng có cùng đặc điểm, điều này cho thấy giải phẫu răng tiền hàm của A. afarensis có nhiều biến thể. Mẫu vật khớp bán động hàm dưới (ở đường giữa hàm) tìm thấy tại khu KT40, và mẫu vật KT12/H1 đều có kích thước tương tự khớp hàm dưới của A. afarensis, tuy nhiên chúng thiên về chiều dày hơn là chiều cao.

## Cổ sinh vật học
Phân tích đồng vị carbon chỉ ra chế độ ăn chủ yếu của loài này là thực vật C4, chẳng hạn như cỏ, cói, củ dưới lòng đất, hoặc cây thân rễ. Loài này ăn một phần thực vật C3, bao gồm nhiều loại thực phẩm điển hình của vượn như trái cây, hoa, vỏ hoặc côn trùng. Điều này chứng tỏ rằng, giống như các vượn người phương nam đương thời và trong tương lai, A. bahrelghazali có đủ khả năng khai thác bất kỳ nguồn thức ăn nào dồi dào trong môi trường của nó, trong khi hầu hết các loài linh trưởng (bao gồm cả tinh tinh xavan) đều không ăn thực vật C4. Mặc dù hiện hữu 55–80% dấu ấn đồng vị δ13C sinh ra từ các nguồn thực vật C4 tương tự như Paranthropus boisei và khỉ gelada hiện đại, A. bahrelghazali vẫn thiếu các đặc điểm tiến hóa chuyên biệt để có thể ăn được các loài thực vật như vậy. Bởi vì hình thái răng không thuộc kiểu hypsodont (tức là kiểu răng có phần chóp cao và phần chân ngắn), chúng không thể nhai một lượng lớn cỏ. Hơn nữa, bởi vì lớp men quá mỏng, răng của chúng sẽ không thể chịu được sự mài mòn của các hạt bụi bám trên các loại rễ củ. Về mặt thực phẩm C4, tinh tinh và bonobo (lớp men răng của chúng thậm chí còn mỏng hơn) tiêu thụ cùi thực vật như một thức ăn dự phòng và tiêu thụ cói như một nguồn năng lượng và protein quan trọng; tuy nhiên, một chế độ ăn dựa trên cói dường như không thể duy trì cho loài A. bahrelghazali.

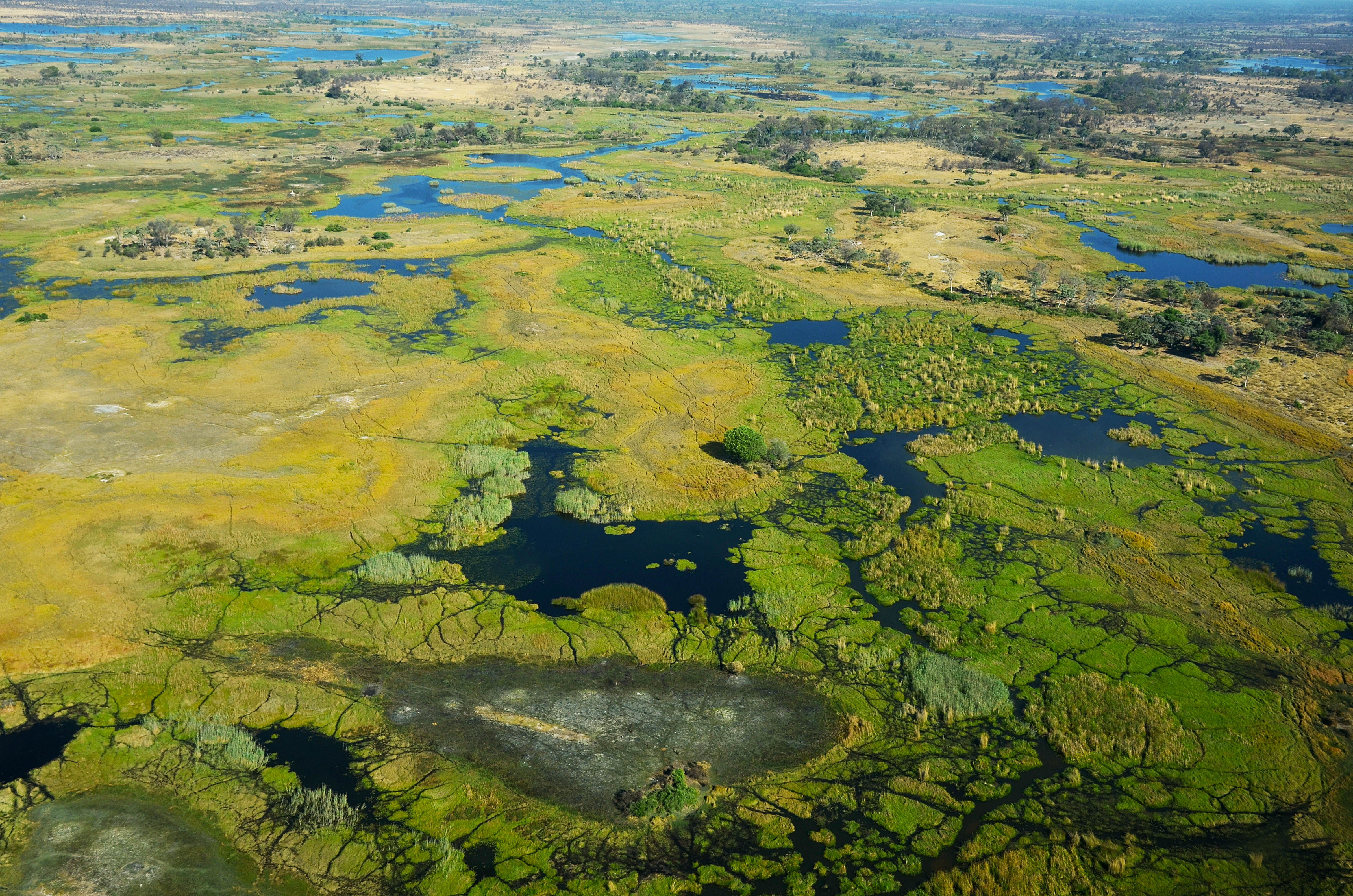
Koro Toro xưa kia có lẽ rất giống với đồng bằng Châu thổ Okavango ngày nay

Các hóa thạch dấu tích côn trùng xung quanh hồ Tchad mở rộng (hay "Hồ Mega-Tchad") vào thế Pliocen cho thấy đây từng là một vùng cây cối xanh tốt, và sự phong phú của các cây thân rễ cho thấy khí hậu nơi đây thay đổi theo chu trình mùa mưa và mùa khô. Koro Toro từng là nơi sinh sống của nhiều động vật có vú lớn, như linh dương (một số trong đó là những loài đặc hữu), voi Loxodonta exoptata, tê giác trắng Ceratotherium praecox, lợn Kolpochoerus afarensis, ngựa Hipparion, Sivatherium và hươu cao cổ. Một số loài trong đó có địa bàn hoạt động ở Đông Phi vào thế Pliocen; điều này chứng tỏ các loài động vật có thể tự do di cư giữa phần phía đông và phía tây của Thung lũng Tách giãn Lớn. Tại khu K13, người ta đã tìm thấy di cốt của nhiều loài thuộc họ Trâu bò như linh dương đồng lầy, quyến linh, và linh dương. Tông Strepsicerotini hiếm được tìm thấy hơn, chứng tỏ K13 xưa kia có môi trường mở với khí hậu khô hạn hơn các địa điểm Đông Phi thế Pliocen. Nhìn chung, khu vực này xưa kia dường như chủ yếu là đồng cỏ lác đác cây che phủ. Ngoài ra, một số loài gắn bó với nước cũng sinh sống ở đây, chủ yếu là cá da trơn cùng 10 loài cá khác, hà mã Hexaprotodon protamphibius, rái cá, rùa Geochelone, ba ba Trionyx, cá sấu Mã Lai và chim nước họ Vịt. Những loài động vật thủy sinh phân bố ở Koro Toro chứng tỏ nơi đây từng có các hồ nước hoặc suối nước lộ thiên với rìa cỏ đầm lầy bao quanh, kết nối với hệ thống sống Nilo-Sudan (gồm sông Nile, Chari, Niger, Sénégal, Volta và Gambia). Trong giai đoạn Mega-Tchad, thảm thực vật của vùng Koro Toro có lẽ khá giống với đồng bằng Châu thổ Okavango ngày nay.